# آب‌انبار حاج محمدتقی
آب‌انبار حاج محمد تقی از آثار تاریخی مربوط به دوره قاجار است که در شهر شهداد (در نزدیکی کرمان)، میدان امام حسین، کوچه سر میدان واقع شده است. این اثر در تاریخ ۱۲ بهمن ۱۳۸۱ با شمارهٔ ثبت ۷۲۸۵ به‌عنوان یکی از آثار ملی ایران به ثبت رسیده است.